# Bni Garfett
Bni Garfett (franska: Bni Garfett (CR), Bni Garfett (Commune Rurale), arabiska: الخلوة) är en kommun i Marocko.   Den ligger i provinsen Larache och regionen Tanger-Tétouan-Al Hoceïma, i den norra delen av landet, 160 km nordost om huvudstaden Rabat. Antalet invånare är 16 393.